# Polikarp Lebiediew
Polikarp Iwanowicz Lebiediew (ros. Поликарп Иванович Лебедев, ur. 8 marca 1904 we wsi Małaja Sierdoba w guberni saratowskiej, zm. 27 lipca 1981 w Moskwie) – radziecki działacz partyjny i państwowy.

## Życiorys
W 1924 został członkiem RKP(b), 1925-1928 był kierownikiem wydziału agitacyjno-propagandowego rejonowego komitetu fabrycznego i zastępcą kierownika Wydziału Propagandowego Komitetu Miejskiego Komsomołu w Baku, 1928-1931 studiował na Wydziale Filologicznym 1 Moskiewskiego Uniwersytetu Państwowego, a 1931-1931 w Literackim Instytucie Czerwonej Profesury. Później kierował działem literatury wydawnictwa "Izogiz" i "Iskusstwo", 1939-1940 był zastępcą dyrektora, a od 1940 do lutego 1941 dyrektorem Galerii Tretiakowskiej w Moskwie, następnie od lutego 1941 do maja 1945 zastępcą kierownika Wydziału Instytucji Kulturalno-Oświatowych Zarządu Propagandy i Agitacji KC WKP(b). Od maja 1945 do lutego 1948 kierował Wydziałem Sztuki Zarządu Propagandy i Agitacji KC WKP(b), od 26 stycznia 1948 do 24 kwietnia 1951 był przewodniczącym Komitetu ds. Sztuki przy Radzie Ministrów ZSRR, 1951-1953 starszym redaktorem naukowym redakcji naukowo-kontrolnej Wielkiej Encyklopedii Radzieckiej, od lipca 1953 do lutego 1954 ponownie zastępcą dyrektora i od lutego 1954 do marca 1979 dyrektorem Galerii Tretiakowskiej. Jednocześnie 1958-1960 był redaktorem naczelnym pisma "Artysta" i 1963-1973 sekretarzem Zarządu Związku Artystów ZSRR, w 1943 otrzymał tytuł docenta, a 1958 członka korespondenta Akademii Sztuk Pięknych ZSRR, w marcu 1979 przeszedł na emeryturę. Został odznaczony dwoma Orderami Czerwonego Sztandaru Pracy.